# Phloeonemus catenulatus
Phloeonemus catenulatus är en skalbaggsart som beskrevs av Horn 1878. Phloeonemus catenulatus ingår i släktet Phloeonemus och familjen barkbaggar. Inga underarter finns listade i Catalogue of Life.